# Loma Linda (Kalifornija)
Loma Linda je grad u američkoj saveznoj državi Kalifornija. Prema popisu stanovništva iz 2010. u njemu je živjelo 23.261 stanovnika.